# Campeonato Brasileño de Fútbol 1981
El Campeonato Brasileño de Serie A 1981 o Copa de Oro 1981 fue la 26.ª edición del Campeonato Brasileño de Serie A. El torneo se extendió desde el 17 de enero de 1981 hasta el 3 de mayo del corriente año. El club Grêmio de Porto Alegre ganó el campeonato, el primer título a nivel nacional del club.
Por primera vez, la CBF adoptó como criterio de acceso a la Copa de Oro los resultados de los campeonatos estaduales. Por lo tanto, al Campeonato Brasileño 1981 ingresaron los seis primeros colocados del campeonato Paulista; los cinco primeros del Campeonato Carioca; el campeón y el vicecampeón de Río Grande do Sul, Minas Gerais, Paraná, Bahia, Pernambuco, Ceará y Goiás; y los campeones de los otros 13 estados; más el campeón y el subcampeón de la Copa de Plata del año anterior (Londrina y el CSA Alagoas).
El Palmeiras, mal clasificado en el Campeonato Paulista, comenzó en la Copa de Plata (Serie B), pero subió a la Copa de Oro en la segunda etapa, junto con Náutico, Bahía y Uberaba.
El campeón y el subcampeón de 1981 Copa de Plata fueron respectivamente, el Guaraní y Anapolina.

## Sistema de competición
Primera fase: 40 clubes participantes son divididos en cuatro grupos de diez equipos cada uno, clasificando los siete primeros de cada zona a segunda fase.
Segunda fase: A los 28 clubes clasificados de primera fase, se suman 4 clubes de la Copa de Plata. Los 32 clubes se dividen en ocho grupos de cuatro equipos cada uno, clasificando los dos primeros de cada grupo a la ronda de octavos de final.
Fase final: Octavos de final, cuartos de final, semifinales y final a doble partido.

## Primera fase

### Grupo A
| Pos | Equipo                | Pts | PJ | PG | PE | PP | GF | GC | Dif |
| --- | --------------------- | --- | -- | -- | -- | -- | -- | -- | --- |
| 1   | Vasco da Gama         | 13  | 9  | 6  | 1  | 2  | 24 | 9  | +15 |
| 2   | Ponte Preta           | 12  | 9  | 5  | 2  | 2  | 16 | 12 | +4  |
| 3   | Colorado              | 12  | 9  | 4  | 4  | 1  | 8  | 4  | +4  |
| 4   | Bangu                 | 11  | 9  | 4  | 3  | 2  | 18 | 9  | +9  |
| 5   | Internacional         | 10  | 9  | 3  | 4  | 2  | 8  | 8  | 0   |
| 6   | Internacional Limeira | 9   | 9  | 3  | 3  | 3  | 7  | 11 | -4  |
| 7   | Vitória               | 8   | 9  | 3  | 2  | 4  | 10 | 12 | -2  |
| 8   | Joinville             | 6   | 9  | 2  | 2  | 5  | 5  | 11 | -6  |
| 9   | Vila Nova             | 5   | 9  | 2  | 1  | 6  | 8  | 16 | -8  |
| 10  | Londrina              | 4   | 9  | 2  | 0  | 7  | 5  | 17 | -12 |

### Grupo B
| Pos | Equipo                 | Pts | PJ | PG | PE | PP | GF | GC | Dif |
| --- | ---------------------- | --- | -- | -- | -- | -- | -- | -- | --- |
| 1   | Portuguesa             | 14  | 9  | 6  | 2  | 1  | 13 | 7  | +6  |
| 2   | Operário-MS            | 11  | 9  | 5  | 1  | 3  | 11 | 8  | +3  |
| 3   | Goiás                  | 11  | 9  | 4  | 3  | 2  | 10 | 6  | +4  |
| 4   | Grêmio                 | 10  | 9  | 4  | 2  | 3  | 11 | 9  | +2  |
| 5   | Corinthians            | 10  | 9  | 4  | 2  | 3  | 10 | 8  | +2  |
| 6   | Galícia                | 9   | 9  | 4  | 1  | 4  | 10 | 10 | 0   |
| 7   | Botafogo               | 9   | 9  | 4  | 1  | 4  | 15 | 12 | +3  |
| 8   | Pinheiros              | 8   | 9  | 1  | 6  | 2  | 9  | 11 | -2  |
| 9   | Brasília               | 6   | 9  | 2  | 2  | 5  | 10 | 15 | -5  |
| 10  | Desportiva Ferroviária | 2   | 9  | 0  | 2  | 7  | 4  | 17 | -13 |

### Grupo C
| Pos | Equipo           | Pts | PJ | PG | PE | PP | GF | GC | Dif |
| --- | ---------------- | --- | -- | -- | -- | -- | -- | -- | --- |
| 1   | São Paulo        | 13  | 9  | 4  | 5  | 0  | 13 | 5  | +8  |
| 2   | Sport Recife     | 12  | 9  | 4  | 4  | 1  | 10 | 8  | +2  |
| 3   | Ferroviário-CE   | 11  | 9  | 4  | 3  | 2  | 14 | 11 | +3  |
| 4   | Fluminense       | 9   | 9  | 4  | 1  | 4  | 16 | 15 | +1  |
| 5   | Atlético Mineiro | 9   | 9  | 3  | 3  | 3  | 13 | 8  | +5  |
| 6   | Mixto            | 8   | 9  | 3  | 2  | 4  | 11 | 15 | -4  |
| 7   | CSA Alagoas      | 8   | 9  | 3  | 2  | 4  | 9  | 15 | -6  |
| 8   | América de Natal | 8   | 9  | 3  | 2  | 4  | 16 | 17 | -1  |
| 9   | Campinense       | 6   | 9  | 2  | 2  | 5  | 10 | 11 | -1  |
| 10  | River-PI         | 6   | 9  | 2  | 2  | 5  | 7  | 14 | -7  |

### Grupo D
| Pos | Equipo            | Pts | PJ | PG | PE | PP | GF | GC | Dif |
| --- | ----------------- | --- | -- | -- | -- | -- | -- | -- | --- |
| 1   | Santos            | 15  | 9  | 6  | 3  | 0  | 19 | 4  | +15 |
| 2   | Flamengo          | 13  | 9  | 5  | 3  | 1  | 18 | 7  | +11 |
| 3   | Santa Cruz Recife | 12  | 9  | 4  | 4  | 1  | 16 | 9  | +7  |
| 4   | Nacional-AM       | 11  | 9  | 4  | 3  | 2  | 7  | 6  | +1  |
| 5   | Cruzeiro          | 11  | 9  | 4  | 3  | 2  | 11 | 7  | +4  |
| 6   | Paysandu          | 8   | 9  | 3  | 2  | 4  | 12 | 12 | 0   |
| 7   | Fortaleza         | 7   | 9  | 2  | 3  | 4  | 9  | 16 | -7  |
| 8   | CRB Alagoas       | 6   | 9  | 2  | 2  | 5  | 11 | 16 | -5  |
| 9   | Sampaio Corrêa    | 5   | 9  | 1  | 3  | 5  | 4  | 15 | -11 |
| 10  | Itabaiana         | 2   | 9  | 1  | 0  | 8  | 4  | 19 | -15 |

## Segunda fase
- Clasifican los 2 primeros de cada grupo a octavos de final.

### Grupo E
| Pos | Equipo        | Pts | PJ | PG | PE | PP | GF | GC | Dif |
| --- | ------------- | --- | -- | -- | -- | -- | -- | -- | --- |
| 1   | Vasco da Gama | 10  | 6  | 4  | 2  | 0  | 13 | 5  | +8  |
| 2   | CSA Alagoas   | 8   | 6  | 3  | 2  | 1  | 13 | 5  | +8  |
| 3   | Nacional-AM   | 4   | 6  | 2  | 0  | 4  | 7  | 11 | -4  |
| 4   | Galícia       | 2   | 6  | 1  | 0  | 5  | 5  | 17 | -12 |

### Grupo F
| Pos | Equipo            | Pts | PJ | PG | PE | PP | GF | GC | Dif |
| --- | ----------------- | --- | -- | -- | -- | -- | -- | -- | --- |
| 1   | Ponte Preta       | 9   | 6  | 3  | 3  | 0  | 10 | 6  | +4  |
| 2   | Bahia             | 7   | 6  | 3  | 1  | 2  | 10 | 6  | +4  |
| 3   | Santa Cruz Recife | 7   | 6  | 3  | 1  | 2  | 12 | 10 | +2  |
| 4   | Corinthians       | 1   | 6  | 0  | 1  | 5  | 4  | 14 | -10 |

### Grupo G
| Pos | Equipo     | Pts | PJ | PG | PE | PP | GF | GC | Dif |
| --- | ---------- | --- | -- | -- | -- | -- | -- | -- | --- |
| 1   | Vitória    | 8   | 6  | 3  | 2  | 1  | 6  | 4  | +2  |
| 2   | Fluminense | 7   | 6  | 2  | 3  | 1  | 12 | 6  | +6  |
| 3   | Portuguesa | 6   | 6  | 1  | 4  | 1  | 6  | 6  | 0   |
| 4   | Paysandu   | 3   | 6  | 0  | 3  | 3  | 3  | 11 | -8  |

### Grupo H
| Pos | Equipo         | Pts | PJ | PG | PE | PP | GF | GC | Dif |
| --- | -------------- | --- | -- | -- | -- | -- | -- | -- | --- |
| 1   | Operário-MS    | 10  | 6  | 5  | 0  | 1  | 16 | 5  | +11 |
| 2   | Náutico Recife | 8   | 6  | 4  | 0  | 2  | 11 | 5  | +6  |
| 3   | Cruzeiro       | 6   | 6  | 3  | 0  | 3  | 9  | 13 | -4  |
| 4   | Ferroviário-CE | 0   | 6  | 0  | 0  | 6  | 3  | 16 | -13 |

### Grupo I
| Pos | Equipo                | Pts | PJ | PG | PE | PP | GF | GC | Dif |
| --- | --------------------- | --- | -- | -- | -- | -- | -- | -- | --- |
| 1   | São Paulo             | 9   | 6  | 4  | 1  | 1  | 8  | 3  | +5  |
| 2   | Grêmio                | 8   | 6  | 4  | 0  | 2  | 9  | 6  | +3  |
| 3   | Internacional Limeira | 6   | 6  | 2  | 2  | 2  | 12 | 7  | +5  |
| 4   | Fortaleza             | 1   | 6  | 0  | 1  | 5  | 2  | 15 | -13 |

### Grupo J
| Pos | Equipo        | Pts | PJ | PG | PE | PP | GF | GC | Dif |
| --- | ------------- | --- | -- | -- | -- | -- | -- | -- | --- |
| 1   | Internacional | 9   | 6  | 3  | 3  | 0  | 10 | 2  | +8  |
| 2   | Sport Recife  | 7   | 6  | 2  | 3  | 1  | 9  | 4  | +5  |
| 3   | Palmeiras     | 6   | 6  | 3  | 0  | 3  | 7  | 11 | -4  |
| 4   | Goiás         | 2   | 6  | 0  | 2  | 4  | 1  | 10 | -9  |

### Grupo K
| Pos | Equipo   | Pts | PJ | PG | PE | PP | GF | GC | Dif |
| --- | -------- | --- | -- | -- | -- | -- | -- | -- | --- |
| 1   | Botafogo | 9   | 6  | 3  | 3  | 0  | 10 | 4  | +6  |
| 2   | Santos   | 7   | 6  | 2  | 3  | 1  | 7  | 4  | +3  |
| 3   | Bangu    | 5   | 6  | 2  | 1  | 3  | 6  | 10 | -4  |
| 4   | Mixto    | 3   | 6  | 0  | 3  | 3  | 4  | 9  | -5  |

### Grupo L
| Pos | Equipo           | Pts | PJ | PG | PE | PP | GF | GC | Dif |
| --- | ---------------- | --- | -- | -- | -- | -- | -- | -- | --- |
| 1   | Flamengo         | 8   | 6  | 3  | 2  | 1  | 9  | 9  | 0   |
| 2   | Atlético Mineiro | 7   | 6  | 2  | 3  | 1  | 8  | 5  | +3  |
| 3   | Colorado         | 5   | 6  | 1  | 3  | 2  | 8  | 7  | +1  |
| 4   | Uberaba          | 4   | 6  | 0  | 4  | 2  | 5  | 9  | -4  |

## Fase Final

### Octavos de final
| Equipo 1         | Agr. | Equipo 2      | Ida | Vuelta |
| ---------------- | ---- | ------------- | --- | ------ |
| Fluminense       | 3-4  | Vasco da Gama | 0-2 | 3-2    |
| Náutico Recife   | 1-2  | Ponte Preta   | 0-0 | 1-2    |
| Vitória Bahia    | 2-3  | Grêmio        | 2-1 | 0-2    |
| Sport Recife     | 1-3  | Operário-MS   | 0-0 | 1-3    |
| Bahia            | 0-2  | Flamengo      | 0-0 | 0-2    |
| CSA Alagoas      | 0-2  | Botafogo      | 0-0 | 0-2    |
| Atlético Mineiro | 1-2  | Internacional | 0-1 | 1-1    |
| Santos FC        | 1-4  | São Paulo     | 0-2 | 1-2    |

### Cuartos de final
| Equipo 1      | Agr. | Equipo 2    | Ida | Vuelta |
| ------------- | ---- | ----------- | --- | ------ |
| Vasco da Gama | 0-0  | Ponte Preta | 0-0 | 0-0    |
| Grêmio        | 3-0  | Operário-MS | 2-0 | 1-0    |
| Flamengo      | 1-3  | Botafogo    | 0-0 | 1-3    |
| Internacional | 0-3  | São Paulo   | 0-1 | 0-2    |

### Semifinales
| Equipo 1    | Agr. | Equipo 2  | Ida | Vuelta |
| ----------- | ---- | --------- | --- | ------ |
| Ponte Preta | 3-3  | Grêmio    | 2-3 | 1-0    |
| Botafogo    | 3-3  | São Paulo | 1-0 | 2-3    |

### Final
| 30 de abril de 1981 | Grêmio                 | 2 – 1 | São Paulo            | Estadio Olímpico, Porto Alegre,                                  |                                                                  |
|                     | Paulo Isidoro 55', 69' |       | Serginho Chulapa 39' | Asistencia: 53,388 espectadores Árbitro(s): Arnaldo Cézar Coelho | Asistencia: 53,388 espectadores Árbitro(s): Arnaldo Cézar Coelho |

| 3 de mayo de 1981 | São Paulo | 0 – 1 | Grêmio       | Estadio Morumbi, São Paulo,                                     |                                                                 |
|                   |           |       | Baltazar 65' | Asistencia: 95,106 espectadores Árbitro(s): José Roberto Wright | Asistencia: 95,106 espectadores Árbitro(s): José Roberto Wright |

- Grêmio y São Paulo, campeón y subcampeón respectivamente, clasifican a Copa Libertadores 1982.

|                                          |
| Bandera del estado de Río Grande del Sur |
| Campeón Grêmio FBPA 1.er título          |

## Posiciones finales
- Dos puntos por victoria.
| Pos | Equipo                 | Pts | PJ | PG | PE | PP | GF | GC | Dif |
| --- | ---------------------- | --- | -- | -- | -- | -- | -- | -- | --- |
| 1   | Grêmio                 | 30  | 23 | 14 | 2  | 7  | 32 | 21 | 11  |
| 2   | São Paulo              | 32  | 23 | 13 | 6  | 4  | 32 | 15 | 17  |
| 3   | Ponte Preta            | 28  | 21 | 10 | 8  | 3  | 31 | 22 | 9   |
| 4   | Botafogo               | 26  | 21 | 10 | 6  | 5  | 33 | 20 | 13  |
| 5   | Vasco da Gama          | 27  | 19 | 11 | 5  | 3  | 41 | 17 | 24  |
| 6   | Flamengo               | 25  | 19 | 9  | 7  | 3  | 30 | 19 | 11  |
| 7   | Operário-MS            | 24  | 19 | 11 | 2  | 6  | 30 | 17 | 13  |
| 8   | Internacional          | 22  | 19 | 7  | 8  | 4  | 20 | 14 | 6   |
| 9   | Santos                 | 22  | 17 | 8  | 6  | 3  | 27 | 12 | 15  |
| 10  | Sport Recife           | 20  | 17 | 6  | 8  | 3  | 20 | 15 | 5   |
| 11  | Fluminense             | 18  | 17 | 7  | 4  | 6  | 31 | 25 | 6   |
| 12  | Vitória                | 18  | 17 | 7  | 4  | 6  | 18 | 19 | −1  |
| 13  | CSA Alagoas            | 17  | 17 | 6  | 5  | 6  | 22 | 22 | 0   |
| 14  | Atlético Mineiro       | 17  | 17 | 5  | 7  | 5  | 22 | 15 | 7   |
| 15  | Náutico Recife         | 9   | 8  | 4  | 1  | 3  | 12 | 7  | 5   |
| 16  | Bahia                  | 8   | 8  | 3  | 2  | 3  | 10 | 8  | 2   |
| 17  | Portuguesa             | 20  | 15 | 7  | 6  | 2  | 19 | 13 | 6   |
| 18  | Santa Cruz Recife      | 19  | 15 | 7  | 5  | 3  | 28 | 19 | 9   |
| 19  | Cruzeiro               | 17  | 15 | 7  | 3  | 5  | 20 | 20 | 0   |
| 20  | Colorado               | 17  | 15 | 5  | 7  | 3  | 16 | 11 | 5   |
| 21  | Bangu                  | 16  | 15 | 6  | 4  | 5  | 24 | 19 | 5   |
| 22  | Nacional-AM            | 15  | 15 | 6  | 3  | 6  | 14 | 17 | −3  |
| 23  | Internacional Limeira  | 15  | 15 | 5  | 5  | 5  | 19 | 18 | 1   |
| 24  | Goiás                  | 13  | 15 | 4  | 5  | 6  | 11 | 16 | −5  |
| 25  | Galícia                | 11  | 15 | 5  | 1  | 9  | 15 | 27 | −12 |
| 26  | Corinthians            | 11  | 15 | 4  | 3  | 8  | 14 | 22 | −8  |
| 27  | Ferroviário-CE         | 11  | 15 | 4  | 3  | 8  | 17 | 27 | −10 |
| 28  | Paysandu               | 11  | 15 | 3  | 5  | 7  | 15 | 23 | −8  |
| 29  | Mixto                  | 11  | 15 | 3  | 5  | 7  | 15 | 24 | −9  |
| 30  | Fortaleza              | 8   | 15 | 2  | 4  | 9  | 11 | 31 | −20 |
| 31  | Palmeiras              | 6   | 6  | 3  | 0  | 3  | 7  | 11 | −4  |
| 32  | Uberaba                | 4   | 6  | 0  | 4  | 2  | 5  | 9  | −4  |
| 33  | América de Natal       | 8   | 9  | 3  | 2  | 4  | 16 | 17 | −1  |
| 34  | Pinheiros              | 8   | 9  | 1  | 6  | 2  | 9  | 11 | −2  |
| 35  | Campinense             | 6   | 9  | 2  | 2  | 5  | 10 | 11 | −1  |
| 36  | CRB Alagoas            | 6   | 9  | 2  | 2  | 5  | 11 | 16 | −5  |
| 37  | Brasília               | 6   | 9  | 2  | 2  | 5  | 10 | 15 | −5  |
| 38  | Joinville              | 6   | 9  | 2  | 2  | 5  | 5  | 11 | −6  |
| 39  | River-PI               | 6   | 9  | 2  | 2  | 5  | 7  | 14 | −7  |
| 40  | Vila Nova-GO           | 5   | 9  | 2  | 1  | 6  | 8  | 16 | −8  |
| 41  | Sampaio Corrêa         | 5   | 9  | 1  | 3  | 5  | 4  | 15 | −11 |
| 42  | Londrina               | 4   | 9  | 2  | 0  | 7  | 5  | 17 | −12 |
| 43  | Itabaiana              | 2   | 9  | 1  | 0  | 8  | 4  | 19 | −15 |
| 44  | Desportiva Ferroviária | 2   | 9  | 0  | 2  | 7  | 4  | 17 | −13 |

## Goleadores
| Pos. | Jugador          | Club          | Goles |
| ---- | ---------------- | ------------- | ----- |
| 1    | Nunes            | Flamengo      | 16    |
| 2    | Mendonça         | Botafogo      | 15    |
| 3    | Roberto Dinamite | Vasco da Gama | 14    |
| 4    | César            | Vasco da Gama | 11    |
| 4    | Serginho Chulapa | Sao Paulo     | 11    |
| 6    | Baltazar         | Grêmio        | 10    |
| 6    | Elói             | Inter Limeira | 10    |
| 6    | Éverton          | Sao Paulo     | 10    |
| 9    | Cláudio Adão     | Fluminense    | 9     |
| 9    | Mirandinha       | Bangu         | 9     |